# Sermiligaaq
Sermiligaaq (antiguamente Sermiligâq) es un pueblo en la municipalidad de Sermersooq, en el sudeste de Groenlandia. Su población en enero de 2018 se elevaba hasta los 202 habitantes. Su ubicación aproximada es 65°54′N 36°23′O / 65.900, -36.383. En Kalaallisut, Sermiligaaq significa 'el bello fiordo glacial'.